# Los Andes
Los Andes est une ville et une  commune du Chili de la province de Los Andes, elle-même située dans la région de Valparaiso. En 2016, sa population s'élevait à 68 401 habitants. La superficie de la commune est de 1 248 km2 (densité de 55 hab./km2).

## Géographie

### Situation
Située à une altitude de 820 mètres la ville de Los Andes est construite sur le cours supérieur du rio Los Andes affluent du río Aconcagua. Le territoire de la commune est délimité par celui de San Esteban et Santa Maria au nord, Calle Larga, au sud, Mendoza en Argentine à l'est, Rinconada au sud-est et San Felipe, sa principale rivale, à l'ouest.

### Climat
Le climat de Los Andes est un climat de transition entre celui de la steppe et  le climat méditerranéen continental (Csa). Il se caractérise par une saison sèche longue de 6 mois et une pluviométrie moyenne de 398 mm. La température moyenne est de 15 °C avec une température moyenne maximale en été de  35 °C et une température minimale moyenne en hiver légèrement inférieure à 0 °C.

### Un axe clé pour la traversée des Andes
La commune est créée le 31 juillet 1791 par le gouverneur du Chili Ambrosio O'Higgins de las Piedras Paradas qui après avoir étudié la région choisit ce site fertile pour le ravitaillement des voyageurs qui franchissent les Andes, passant du Chili à l'Argentine. Cette route est empruntée par l'Armée des Andes formée en Argentine en 1817 pour libérer le Chili. En 2017, la route n°60 reste la principale liaison routière entre le centre du Chili et l'Argentine. La route suit la vallée du rio Juncal. Elle s'élève de 1 000 mètres sur les 9 derniers kilomètres en effectuant de nombreux lacets jusqu'au col de la Cumbre à 3 832 mètres, avant de redescendre dans la vallée du rio Las Cuevas et de relier la ville de Mendoza en Argentine. Une ligne de chemin de fer à voie métrique de 284 km de long empruntant les mêmes vallées a été construite et inaugurée en 1910. Elle relie les réseaux à écartement large chilien (à Los Andes) et argentin (à Mendoza). La ligne est concurrencée par la route et ses caractéristiques ne permettent pas de faire passer des convois lourds. L'exploitation est arrêtée en 1984. Des projets de reconstruction sont envisagés depuis quelques années.

## Économie
L'économie est dominée par les activités agricoles et l'extraction du cuivre sur le site de Río Blanco par la filiale Andina de la société Codelco qui emploie environ 1700 personnes en 2017. Les terres agricoles sont toutes irriguées par un système de canaux. 

## Culture et patrimoine

### Lieux et monuments
- Église du Saint-Esprit, ancien lieu de sépulture de sainte Thérèse des Andes (1900-1920)

### Patrimoine naturel
Sur le territoire de la commune se trouve la réserve nationale de Río Blanco créée en 1932 d'une superficie de 10175 hectares. On y trouve 32 espèces végétales protégées dont 94% d'origine indigène. En ce qui concerne la faune la réserve abrite des condors ainsi que des pumas,renards roux, et d'autres mammifères.

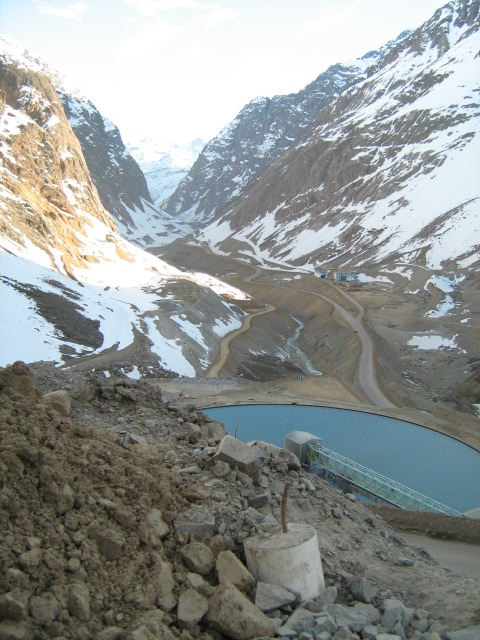
Exploitation minière de la Codelco.
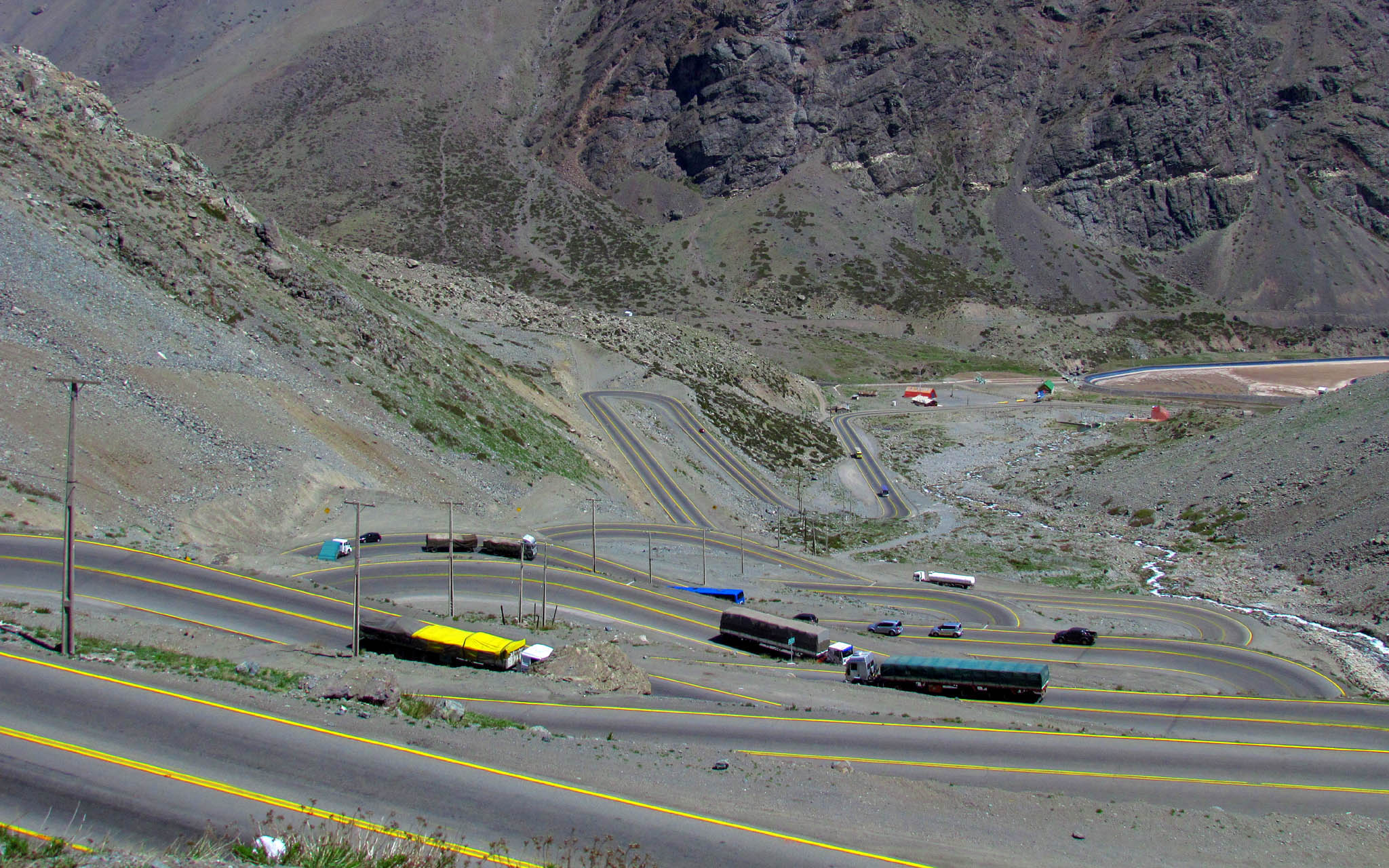
Les lacets de la route 60 qui permet de franchir les Andes pour rejoindre l'Argentine.
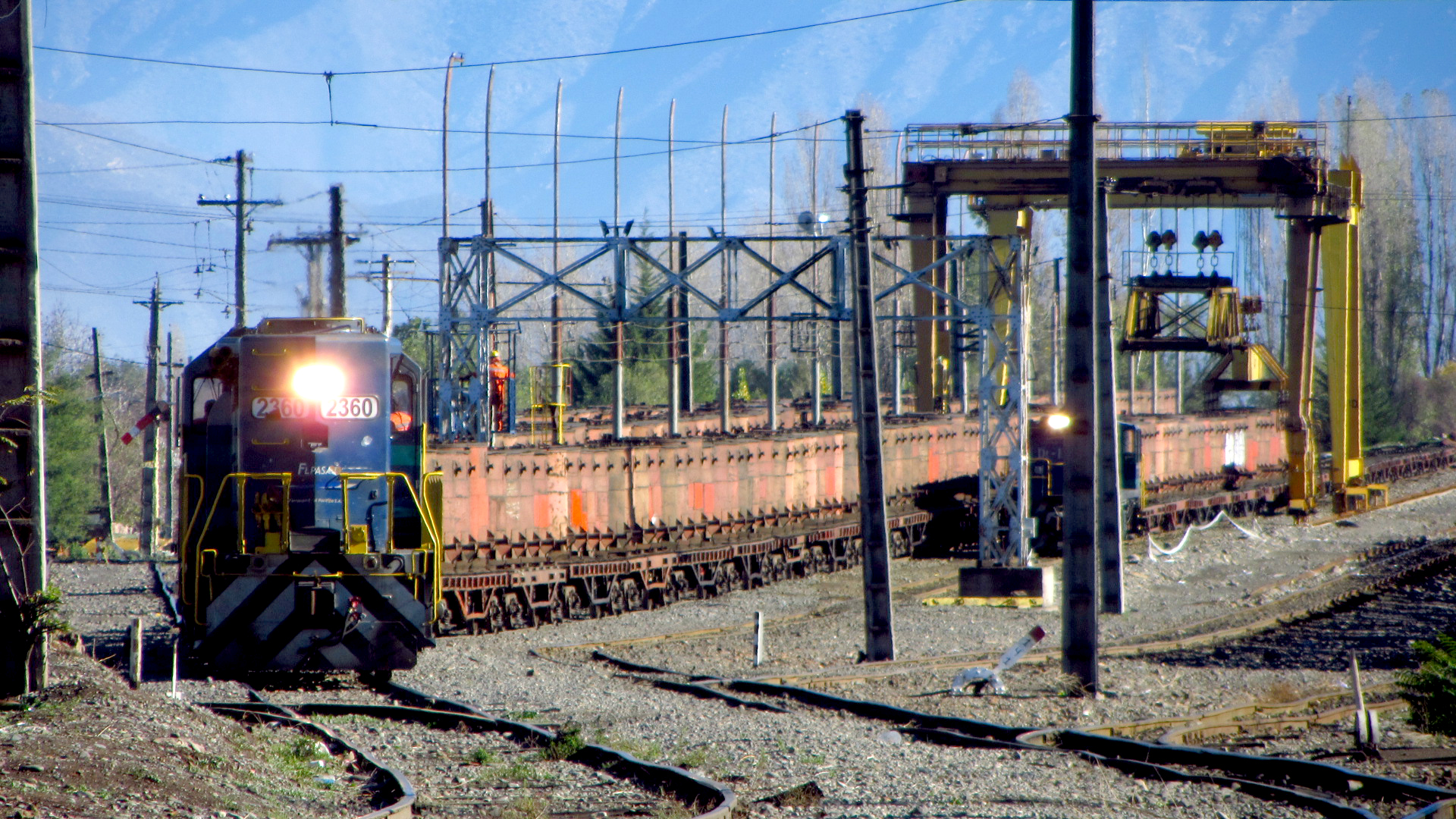
Train de marchandises à Los Andes.

## Personnalités
- Thérèse de Los Andes, canonisée en 1993, y est morte en 1920.